# The Misfits
Misfits — це американський панк-рок гурт, який часто визнають піонерами піджанру горор-панку, що поєднує панк та інші музичні впливи з темами та образами фільмів жахів. Гурт було засновано 1977 року в Лоді, Нью-Джерсі, вокалістом, автором пісень та клавішником Гленном Данзігом. Першим учасником Данзіга в Misfits був барабанщик Містер Джим та басистка Даяна ДіП'яцца, однак ДіП'яцца завжди не приходила. Містера Джима незабаром замінив Менні Мартінес. Незабаром до гурту приєднався бас-гітарист Джеррі Онлі. Протягом наступних шести років склад гурту часто змінювався, причому Данзіг і Онлі були єдиними постійними учасниками. За цей період вони випустили кілька міні-альбомів та синглів, а також альбоми Walk Among Us (1982) та Earth A.D./Wolfs Blood (1983) за участю брата Онлі — гітариста Дойла, обидва вважаються важливими для руху гардкор-панку початку 1980-х. За роки існування гурту його склад часто змінювався, причому басист Джеррі Онлі був єдиним постійним учасником гурту.
Misfits розпалися у 1983 році, а Гленн Данзіг створив Samhain, а потім Danzig. Після розпаду гурту було випущено кілька альбомів з перевиданим та раніше не виданим матеріалом, а їхня музика пізніше стала впливовою для панк-року, хеві-металу, хард-року та альтернативного року, зокрема для таких визначних колективів як Metallica, Guns N’ Roses, Marilyn Manson, Green Day, the Offspring, NOFX, AFI та My Chemical Romance. Після серії судових процесiв з Данзігом, Онлi та Дойл отримали право записувати та виступати як Misfits. Вони утворили новий склад гурту у 1995 роцi з вокалiстом Макейлем Грейвсом та барабанщиком Dr. Chud. Цей склад Misfits мав бiльш хевi-металеве звучання i випустив альбоми American Psycho (1997) та Famous Monsters (1999) перед розпадом у 2000 роцi. Потiм Джеррi Онлi взяв на себе обов'язки головного вокалiста i запросив колишнього гiтариста Black Flag Дез Кадену i колишнього барабанщика Ramones Маркi Рамоне на ювiлейний тур Misfits до 25-рiччя.
Цей склад випустив альбом кавер-версiй пiд назвою Project 1950 i гастролював кiлька рокiв. У 2005 роцi Маркi замiнив Робо, який грав з Black Flag на початку 1980-х i також був барабанщиком Misfits з 1982 до 1983 року. Цей склад випустив сингл пiд назвою «Land of the Dead» у 2009 роцi. Склад Misfits у складі Онлi, Кадени та барабанщика Ерiка «Чупакабра» Арсе випустив новий альбом пiд назвою The Devil's Rain у жовтнi 2011 року. У 2015 роцi було оголошено, що Кадена зробить перерву в музицi пiсля дiагностики раку, i його замiнив син Онлi Джеррi Кайафа II, представлений як Джеррi Озер. Того ж року до гурту приєднався Марк Різзо з Soulfly, також граючи на гітарі. Він замінив Кадену, перш ніж Кайафа став єдиним гітаристом гурту.
У вересні 2016 року вперше за 33 роки Данзіг, Онлі та Дойл знову об'єдналися для двох головних шоу як Original Misfits на тому році фестивалю Riot Fest, разом з другим гітаристом Ейсі Слейдом та барабанщиком Дейвом Ломбардо. Склад Original Misfits продовжує виступати час від часу.

## Історія гурту

### 1977—1978: Створення та ‘‘Static Age’’
Misfits були сформовані у 1977 році в Лоді, Нью-Джерсі, Гленн Данзіг, який мав попередній досвід виступів у місцевих кавер-гуртах. Назву гурту було взято з останнього фільму актриси Мерилін Монро, ‘’The Misfits‘’ (1961). Першим новачком Данзіга в Misfits був барабанщик Mr. Jim та басистка Даяна ДіП'яцца, однак ДіП'яцца ніколи не з'являлася. Містера Джима незабаром замінив Менні Мартінес. Вони двоє тренувалися в гаражі Мартінеса, Данзіг грав на електричному піаніно, а Мартінес — на барабанах. Незабаром вони зустріли Jerry Caiafa, який зустрічався з сусідкою Мартінеса і щойно отримав бас-гітару на Різдво. Хоча він ще був новачком на цьому інструменті, він приєднався до гурту; Кайафа і Данзіг залишилися єдиними постійними учасниками Misfits до розпаду гурту у 1983 роцi.
Данзіг, Мартинес та Кайафа тренувалися протягом трьох мiсяцiв без гiтариста, використовуючи електричне пiанiно Данзiга для надання ритму пiсням. Гурт дав свiй перший концерт у CBGB у Нью-Йорку у квiтнi 1977 року, за яким послiдовали iншi мiсцевi виступи протягом наступних мiсяцiв. У травнi того року вони записали свiй перший сингл, ‘’Cough/Cool‘’, який вони випустили через свiй власний лейбл Blank Records у серпнi. Прiзвище Кайафи було написано неправильно на обкладинцi запису, що спонукало його наполягати на тому, що у майбутньому його буде акредитовано як «Джеррi, тiльки Джеррi». «Джеррi Онлi» став його псевдонiмом на решту його кар'єри.
У серпнi 1977 року до гурту приєднався гiтарист Frank Licata пiд псевдонiмом Franché Coma, що дозволило Данзігу вiдмовитися вiд електричного пiанiно i зосередитися на спiвi, а також зробити звучання гурту бiльш панк-роковим. Данзіг i Онлi вважали Мартiнеса ненадiйним i замiнили його на Містера Джима. Гурт отримав можливість записати альбом, коли Mercury Records хотіла використати назву Blank Records для одного зі своїх підрозділів і запропонувала Данзігу тридцять годин студійного часу в обмін на права на назву. Данзіг прийняв пропозицію, і у січні 1978 року Misfits увійшли до студії запису в Нью-Йорку, щоб записати 17 пісень, 14 з яких були змішані для запропонованого альбому ‘’Static Age‘’. Гурт не зміг знайти лейбл, який був би зацікавлений у його випуску, тому вони випустили чотири з цих пісень у червні 1978 року як сингл ‘’Bullet‘’ на своєму власному лейблі Plan 9 Records, названому на честь науково-фантастичного фільму жахів 1959 року ‘’Plan 9 from Outer Space‘’. Інші пісні були випущені на різних компіляційних альбомах протягом 1980-х та 90-х років, але ‘‘Static Age’’ не було випущено повністю до 1996 року.[джерело?]

### 1978—1981: Сингли та ранні тури
Після сесій альбому Static Age гурт Misfits почав змінювати написання пісень і образ. Гленн Данциг почав писати більше пісень, натхненних фільмами жахів та науковою фантастикою. Він розмалював скелетами сценічний одяг, а Джеррі Онлі почав накладати темний макіяж навколо очей і стилізувати своє волосся у довгий локон, що висить з його чола між очима і вниз до його підборіддя. Цей стиль, який став відомим як «дияволокон», Данциг і брат Онлі Дойл згодом прийняли. Цей новий стиль і музичний напрямок пізніше були описані як піджанр «горор-панк».
Гурт виступав все частіше і відправився у короткі тури на підтримку синглу Bullet. Під час перебування в Канаді у жовтні 1978 року гітарист Кома покинув гурт, оскільки йому не подобалося гастролювати, а гітарист Рік Райлі тимчасово замінив його, щоб закінчити тур. Барабанщик Містер Джим також покинув гурт після туру, поскаржившись на неприязнь до напрямку жахів, у якому гурт рухався. За два місяці пару замінили барабанщик Джої Пул, відомий під псевдонімом Джої Імидж, і гітарист Боббі Кауфхолд, також відомий як Боббі Стал. Новий склад Данцига, Онлі, Імєджа і Стала почав виступати у грудні 1978 року і продовжив розвивати елементи жаху гурту. Вони випустили сингл Horror Business у червні 1979 року, обкладинка якого мала скелетоподібну фігуру, натхненну постером до фільму 1946 року Багряний привид.
Фігура стала талісманом гурту, а її череп став логотипом Misfits на решту їхньої кар'єри. Гурт також запустив фан-клуб під назвою «Fiend Club», який Данциг керував самостійно з підвалу своєї матері в Лоді, шовкографуючи футболки, збираючи записи, відправляючи каталоги товарів, бронюючи шоу для гурту і відповідаючи на фанатські листи.
У червні 1979 року Misfits виступали на розігріві у The Damned у Нью-Йорку. Онлі говорив з вокалістом Дейвом Ваніаном про можливість туру Misfits Великою Британією з The Damned. У листопаді того року гурт випустив сингл Night of the Living Dead і полетів до Англії, щоб гастролювати з The Damned. Прибувши туди, однак, вони дізналися, що Ваніан не сприйняв серйозно розмову Онлі і не планував мати Misfits у турі. Ваніан спробував організувати участь Misfits у турі, але члени гурту були незадоволені ситуацією і покинули тур після лише двох шоу. Тоді Імєдж покинув гурт і повернувся до Сполучених Штатів. З їхнім поверненням, не запланованим до кінця грудня, решта учасників гурту залишилася у Лондоні. Онлі проводив час з матір'ю Сіда Вішеза, Енн Річчі, з якою він познайомився після смерті Вішеза у лютому 1979 року. Данциг і Стал потрапили в бійку зі скінхедами, чекаючи на The Jam, були заарештовані і провели дві ночі у в'язниці в Брикстоні. Цей досвід надихнув пізнішу пісню «London Dungeon». Хоча в інтерв'ю на подкаст San Clemente Punk Боббі Стал розповідає зовсім іншу версію подій.
Після повернення до Сполучених Штатів Misfits випустили альбом «Beware» у січні 1980 року, а потім зробили чотиримісячну перерву, перш ніж додали Артура Макгакіна як нового барабанщика під псевдонімом Артур Гугі. За цей час молодший брат Онлі Пол Кайафа, який давно був фанатом гурту і мав прізвисько Дойл, почав вчитися грати на гітарі за допомогою Данзіга та Онлі. Misfits почали працювати над альбомом, який вони планували випустити через свою Plan 9, записавши дванадцять пісень у студії у серпні 1980 року. Дойл займався з гуртом і позичив гурту своє обладнання для запису. У жовтні Стал був виключений з гурту, коли Стал не з'явився на заплановану сесію запису, на користь шестнадцятирічного Дойла. Стал створив The Undead, тоді як Дойл дебютував з Misfits на їх щорічному Хеллоуїнському виступі в Ірвінґ-Плаза у Нью-Йорку. Після кількох інших виступів гурт знову зробив перерву на шість місяців.
Повернувшись до роботи, гурт обрав три з дванадцяти пісень з їх серпневих сесій 1980 року та випустив їх як 3 Hits From Hell у квiтнi 1981 року. Протягом решти 1981 року вони продовжували записувати треки для повноформатного альбому, який мав назву Walk Among Us. Вони планували випустити його через Plan 9, але замiсть цього прийняли пропозицiю вiд Slash Records, вирiшивши переробити альбом перед його випуском. У жовтнi 1981 року вони випустили ще двi пiснi з серпневих сесiй 1980 року як сингл Halloween. 20 листопада вони записали виступ на Broadway у Сан-Франциско.
Black Flag також виступали цього вечора у Mabuhay Gardens на нижньому поверсi Broadway, а спiвак Black Flag Генрi Роллiнс, давно будучи фанатом гурту, пiднявся догори, щоб подивитися на перевiрку звучання Misfits. Вiн залишився подивитися на сет гурту i спiвав гостьовий вокал на «We Are 138». Обидва гурти знову перетнулися на Рiздво у Лодi, де Black Flag опинився граючи як розiгрiваючий гурт для Necros i Misfits.

### 1982—1983: Альбоми та розпад
Дойл виступає з Misfits у Вілсон-центрі у Вашингтоні, округ Колумбія, 1982 рік Walk Among Us було випущено у березні 1982 року через Ruby та Slash Records. Це був перший повноформатний альбом Misfits, який було належно випущено, і єдиний альбом, який було випущено, поки рання версія гурту ще була активною. За альбомом послідував національний тур, і виступи гурту почали ставати все більш інтенсивними та насильницькими. Данзіг і Гугі часто зіткнулися під час туру, і після гострої суперечки у ресторані McDonald's Данзіг вигнав Гугі з гурту, що затримало їхні плани щодо запису наступного альбому. Вони запропонували вакантну посаду барабанщика своєму другу Ері Вону, який час від часу був їх роуді та фотографом, але він вже зобов'язався грати на барабанах для Rosemary's Babies. Генрi Роллiнс рекомендував колишнього барабанщика Black Flag Робо, який прилетiв до Нью-Джерсi, щоб приєднатися до Misfits у липнi 1982 року. Дойл закiнчив школу, i вiн та Онлi почали працювати повний робочий день на верстатi свого батька, заробляючи грошi для купiвлi нових iнструментiв, фiнансуючи тури гурту та пресуючи записи, тодi як Данзіг керував Fiend Club i продовжував писати новi пiснi.
У вереснi 1982 року Misfits вирушили у нацiональний тур з Necros як головним гуртом. Пiд час туру вони зупинилися в студii для запису iнструментальних трекiв для свого наступного EP. Вони були арештованi у Новому Орлеанi за обвинуваченнями у розкраданнi могил пiд час спроби знайти могилу практика вуду Марii Лаво, але виплатили заставу i пропустити свою судову дату, щоб поїхати на свiй наступний виступ у Флоридu. Пiсля турне вони випустили сiiм пiсень з листопадового виступu 1981 рокu у Сан-Франциско обмеженою кiлькiстю лише для членiв Fiend Club як EP Evilive.
На цей час Данзіг став все бiльш незадоволеним Misfits i почав писати пiснi для нового проекту гурту. У червнi 1983 року вiн признався Генрi Роллiнсу, що планує покинути гурт. У липнi 1983 року Misfits закiнчили запис свого EP, i Данзіг вирiшив записати ще двi пiснi, якi вiн планував для свого нового проекту, перетворивши його на повноформатний альбом. Earth A.D./Wolfs Blood продемонстрували збільшений вплив гардкор-панку та хеві-металу на гурт, хоча вони розпалися лише за два місяці до його випуску. Після серії суперечок з Данзігом, Робо покинув гурт у серпні, а Данзіг став ще більш розчарованим, почавши прослуховувати музикантів для свого наступного проекту.
29 жовтня 1983 року Misfits дали свій щорічний виступ на Хеллоуїн у Greystone Hall у Детройті з Necros. Данзіг обрав Браяна Демеджа (справжнє ім'я Браяна Кітса), колишнього учасника Genöcide та Verbal Abuse, як нового барабанщика гурту. Однак Демедж напився перед шоу і не міг грати належно. Після кількох пісень Дойл супроводив його зі сцени, а Тодд Свалла з The Necros заповнив залишок виступу. Напруга досягла своєї кульмінації, і Данзіг оголосив аудиторії, що це буде останній шоу гурту. Повернувшись до Лоді, учасники гурту розійшлися шляхами.

### 1984—1995: Нові проекти та юридичні битви
Після розпаду Misfits, Данзіг запустив свій новий гурт Samhain, відходячи від панк-року і переходячи до більш експериментального хеві-металу з похмурою атмосферою. Декілька пісень Misfits були перезаписані для альбомів Samhain, включаючи «Horror Business» (як «Horror Biz»), «All Hell Breaks Loose» (як «All Hell») та «Halloween II». У 1986 році гурт підписав контракт з великою звукозаписною компанією, а Данзіг замінив більшу частину ритм-секції, перейменувавши гурт на Danzig. Він продовжує очолювати Danzig, які випустили десять альбомів, стилі яких вар'юються від хеві-металу, що надихнутий блюз-роком, до індастріал-року, а також випустив два сольних альбоми.
Тим часом Джеррі Онлі та Дойл переїхали до Вернона, Нью-Джерсі, щоб працювати на повну ставку на заводі машинних деталей їхнього батька. Джеррі Онлі одружився і мав дочку, і став більш серйозно ставитися до своєї християнської віри, шкодуючи про деякі речи, які він зробив з Misfits. У 1987 році вони з Дойлом створили короткочасний гурт Kryst the Conqueror, християнський хеві-метал гурт з варварським імагеревом.
Хоча популярність Misfits не вийшла за межи панк-сцени протягом шести років їх активності, загальна зацікавленість гуртом зросла у наступні роки після їх розпаду. Успіх роботи Данзіга після Misfits привернув увагу до його минулої роботи, і декілька високопрофесйних рок-гуртов признали свою прихильнiсть до Misfits. Найбiльш помiтно, Metallica виконала пiснi Misfits «Last Caress» та «Green Hell» на The $5.98 E.P. — Garage Days Re-Revisited (1987), а Guns N’ Roses виконала «Attitude» на «The Spaghetti Incident?» (1993). Кiлька альбомiв з перевиданими та ранiше не виданими матерiалами Misfits були виданi мiж 1985 та 1987 роками, першим з яких був збiрник Legacy of Brutality (1985), який включав багато пiсень з не виданого альбому Static Age. Данзіг перезаписав багато iнструментальних трекiв альбому, щоб уникнути виплати роялтi iншим колишнiм учасникам гурту Misfits, бiльш вiдомий як Collection I, вийшов у 1986 роцi. Evilive EP був перевиданий як повний альбом у 1987 роцi з п'ятьма додатковими треками.
Онлі звернувся до Данзіга з пропозицією отримати частину роялті від продажу цих альбомів, почавши юридичну битву, яка тривала кілька років і включала інших колишніх учасників гурту. Всі матеріали Misfits були акредитовані на Данзіга, і хоча Онлі пізніше визнав, що Данзіг написав майже всі тексти та більшу частину музики, він стверджував, що він та Дойл «написали 25 % або можливо 30 % музики» і заслуговують на компенсацію. Однак Данзіг настояв на тому, що він написав всі пісні повністю, і творчий вклад інших учасників був мінімальний. Зрештою Онлі припинив свої зусилля отримати авторські права на пісні і прагнув отримати права на використання назви Misfits та образу, включаючи тепер вже знаменитий логотип «Crimson Ghost» з обличчям черепа.
У 1995 роцi сторони досягли позасудової угоди, яка дозволила Онлi та Дойлу записувати та виступати як Misfits, дiлячись правами на товарний знак з Данзігом. Collection II, третя компiляцiя пiсень Misfits, була видана пiзнiше того року.

### 1995—2000: Відродження та новий склад
Misfits виступають живцем у 1998 році Онлі та Дойл негайно приступили до відродження Misfits, запрошуючи у гурт барабанщика Давида Калабрезе, також відомого як Dr.Chud, який працював з ними у Kryst the Conqueror. Гленн Данзіг відмовився повертатися як вокаліст гурту. Дейва Ваніана з The Damned також запросили, але він відмовився. Гурт, тепер відроджений з одним оригінальним засновником, Джеррі Онлі, проводив відкритий кастинг для нового вокаліста. Дев'ятнадцятирічний співак Майкл Емануель нещодавно записав демо-стрічку, сподіваючись розпочати музичну кар'єру, і власник студії запису порадив йому пройти прослуховування для Misfits. Незнайомий з гуртом, Емануель слухав Collection I на плеєрі, щоб вивчити тексти та мелодії під час роботи садівником. Він вразив гурт на прослуховуванні і був прийнятий як новий вокаліст під псевдонімом Макейл Грейвз, тоді як Дойл прийняв нове повне сценічне ім'я Дойл Вольфганг фон Франкенштейн. Новий склад з'явився у фільмі 1995 року «Animal Room».
У 1996 роцi було видано збірку Misfits у формi гроба, що мiстить майже всi матерiали епохи Данзiга, записанi з 1977 до 1983 року (за винятком Walk Among Us). У збірку входив незавершений альбом Static Age з чотирнадцятьма пiснями, який було вперше повнiстю видано на CD, а також перезаписанi та альтернативнi версiї пiсень, якi були ранiше виданi на Legacy of Brutality, Collection I та Collection II. Static Age також було видано як окремий альбом наступного року, уключаючи всi сiмнадцять трекiв, якi були записанi пiд час сесii у сiчнi 1978 року. Випуск набору та Static Age зробив повний раннiй каталог Misfits широко доступним вперше.
Також у 1997 роцi було видано альбом-триб'ют Violent World: A Tribute to the Misfits, де численнi панк-рок та гардкор гурти виконують їх пiснi. Ще один альбом-триб'ют, Hell on Earth: A Tribute to the Misfits, було видано у 2000 роцi з участю death metal, hard rock та gothic rock гуртiв.
Нова версiя Misfits випустила свiй дебютний альбом American Psycho у 1997 роцi. Вони зняли музичнi вiдео для пiсень «American Psycho» та «Dig Up Her Bones». Гурт гастролював по Європi та Пiвнiчнiй Америцi на пiдтримку альбому та з'явився як персонажi у World Championship Wrestling. Грейвз взяв перерву в роботi з гуртом у 1998 роцi, пiд час якої Майк Ітзазон з Empire Hideous замiнив його як спiвака під час гастролей по Південній Америці та Європі. Після повернення Грейвза гурт підписав контракт з Roadrunner Records, випустивши Famous Monsters у жовтні 1999 року та знявши музичне відео для синглу Scream! Вони з'явилися у додаткових фільмах Big Money Hustlas (2000), Bruiser (2000) та Campfire Stories (2001) і продовжували гастролювати, але між членами гурту почали зростати напруженості. Під час виступу в House of Blues у Орландо, штат Флорида, 25 жовтня 2000 року, Грейвз і Чад обидва покинули гурт і зійшли зі сцени. Пізніше обоє випустили альбом під назвою Graves, перш ніж розпалитися; Грейвз співав для Gotham Road, а потім розпочав сольну кар'єру, тоді як Чад створив Dr. Chud's X-Ward. Тим часом Дойл взяв необмежену перерву в виступах через розлучення, повторне одруження, народження четвертої дитини та проблеми з ліктем.

### 2001—2008: 25-річний ювілей та зірковий склад
Після відходу інших учасників гурту, басист Джеррі Онлі взяв на себе обов'язки головного вокаліста, і залучив досвідчених музикантів Дез Кадена, колишнього гітариста Black Flag, що не не підтримав Дойл і це призвело до його виходу. Також Маркі Рамоне, колишній барабанщик Ramones, приєднався до 25-річного ювілейного туру Misfits, який тривав з перервами майже три роки. Колишній барабанщик Black Flag та Misfits Робо замінив Рамоне під час деяких етапів туру. Онлі випустив Cuts from the Crypt у 2001 роцi, компiляцiю демо та рiдкiсних записiв, що охоплюють перiод роботи гурту з Грейвзом та Чадом з 1995 по 2001 роки. Це виконало контрактнi зобов'язання гурту перед Roadrunner Records, якими Онлi був незадоволений.
Також 2001 року Caroline Records оголосила, що вони випустять записи з серпневих сесiй альбому Misfits 1980 року як 12 Hits from Hell. Однак як Онлi, так i Гленн Данзiг раптово припинили продукцiю альбому, посилаючись на проблеми з мiксуванням, мастерингом, макетом та упаковкою.
Онлi та давнiй спiвпрацюючий Джон Каф'єро скоро запустили свiй власний лейбл, Misfits Records, i випустили сплiт-сингл з Misfits i японським хорор-панк гуртом Balzac. Склад Онлi/Кадена/Рамоне Misfits випустив альбом кавер-версiй Project 1950 у 2003 роцi, виконуючи версii класичних пiсень рок-н-ролу 1950-х та 1960-х рокiв. У альбомi брали участь гостi Роннi Спектор, Джиммi Дестрi, Ед Менion та Джон Каф'єро. Гурт переривно гастролював на пiдтримку альбому до 2005 року, коли Рамоне покинув гурт i його замiнив Робо. Вони забронювали повне європейське турне цього року, але проблеми з вiзою Робо призвели до скасування всiх дат у Великiй Британii. У вереснi вiдбувся перенесений тур по Великiй Британii.
Починаючи з 2004 року, Дойл приєднався до Данзіга на сценi, щоб виконати пiвгодиннi сети старих пiсень Misfits посерединi сетлисту гурту. Тим часом Дойл знову об'єднався з Гленном Данзігом, приєднуючись до Данзіга на сцені під час виступів у грудні 2004 року, щоб грати на гітарі 30-хвилинні сети старих пісень Misfits посередині сетлисту гурту. Це був перший раз, коли вони виступали разом протягом більше двадцяти років, і перший раз, коли Дойл виступав після своєї перерви. Данзіг назвав ці виступи «найближчою річчю до злиття Misfits, яку хтось коли-небудь побачить». Ці сети з участю Дойла продовжувалися протягом чорного туру Данзіга 2005 року та австралійського туру 2006 року. Гленн Данзіг оголосив про своє намір припинити гастролі після цих подій, хоча пізніше він заперечив це, оголосивши про 20-річний ювілейний тур Danzig у 2008 році. У 2007 році він продюсував новий проект Дойла Gorgeous Frankenstein. Пізніше Дойл зазначив, що були плани щодо повторного об'єднання Misfits з Гленном Данзігом, починаючи з 2002 року, але що Джеррі Онлі та його менеджер поставили жирну крапку.

### 2009—2015: 30-річний ювілей та нові альбоми
У 2009 та 2010 роках Misfits провели тривалий світовий тур до 30-річчя. Новий сингл «Land of the Dead» був випущений 27 жовтня 2009 року, що стало першим випуском нового студійного матеріалу гурту за шість років і єдиним випуском складу Онлі, Кадена та Робо. Робо був звільнений з гурту у 2010 році, Онлі пояснив, що постійні проблеми з його колумбійським паспортом ускладнювали можливість гурту постійно гастролювати. Його замінив Ерік «Чупакабра» Арсе з Murphy's Law, який раніше заміщав у гурті під час турне 2000 та 2001 року. Склад Онлі/Кадена/Арсе випустив новий альбом, The Devil's Rain, записаний з продюсером Едом Стейсиумом і названий на честь фільму 1975 року з Вільямом Шатнером. Альбом був випущений 4 жовтня 2011 року. У останньому кварталі 2011 року колишній вокаліст Данзіг і гітарист Дойл виконували пісні Misfits у чотирьох випадках як частина туру Danzig Legacy. Перший з чотирьох концертів, який відбувся 7 жовтня в Чикаго, бачив розпроданий натовп.
У 2013 роцi Misfits випустили свiй третiй живий альбом, Dead Alive!. У жовтнi вони випустили сингл на 12" з новим записом «Descending Angel», на другiй сторонi — кавер «Science Fiction/Double Feature», пiсню, яку вони ранiше грали тiльки живцем. Тим часом Данзіг i Дойл продовжували регулярно грати пiснi Misfits i включили сет на 25-рiчний ювiлейний тур Данзіга. У жовтнi 2013 року видавець Rowman & Littlefield опублiкував This Music Leaves Stains авторства Джеймса Грiна, неофiцiйну бiографiю Misfits, яка розповiдає iсторiю кожної iнкарнацii гурту, а також проектiв-вихiдцiв, таких як Samhain i Danzig. У кiнцi 2015 року Misfits випустили пiснi «Vampire Girl» та «Zombie Girl» як сингл.
У 2009 та 2010 роках Misfits провели тривалий світовий тур до 30-річчя. Новий сингл «Land of the Dead» був випущений 27 жовтня 2009 року, що стало першим випуском нового студійного матеріалу гурту за шість років і єдиним випуском складу Онлі, Кадена та Робо. Робо був звільнений з гурту у 2010 році, Онлі пояснив, що постійні проблеми з його колумбійським паспортом ускладнювали можливість гурту постійно гастролювати. Його замінив Ерік «Чупакабра» Арсе з Murphy's Law, який раніше заміщав у гурті під час турне 2000 та 2001 року. Склад Онлі/Кадена/Арсе випустив новий альбом, The Devil's Rain, записаний з продюсером Едом Стейсиумом і названий на честь фільму 1975 року з Вільямом Шатнером. Альбом був випущений 4 жовтня 2011 року. Подальша чверть 2011 року, колишній вокаліст Данзіг і гітарист Дойл виконували пісні Misfits у чотирьох випадках як частина туру Danzig Legacy. Перший з чотирьох концертів, який відбувся 7 жовтня в Чикаго, бачив розпроданий натовп.
У 2013 роцi Misfits випустили свiй третiй живий альбом, Dead Alive!. У жовтнi вони випустили сингл на 12" з новим записом «Descending Angel», на другiй сторонi — кавер «Science Fiction/Double Feature», пiсню, яку вони ранiше грали тiльки живцем. Тим часом Данзіг i Дойл продовжували регулярно грати пiснi Misfits i включили сет на 25-рiчний ювiлейний тур Данзіга. У жовтнi видавець Rowman & Littlefield опублiкував This Music Leaves Stains авторства Джеймса Грiна, неофiцiйну бiографiю Misfits, яка розповiдає iсторiю кожної iнкарнацii гурту, а також проектiв-вихiдцiв, таких як Samhain i Danzig. У кiнцi Misfits випустили пiснi «Vampire Girl» та «Zombie Girl» як сингл.

### 2016–сьогодення: Повернення як Original Misfits
У травні 2016 року Гленн Данциг, Джеррі Онлі та Дойл оголосили, що вони виступлять разом вперше за 33 роки під назвою The Original Misfits. Онлі сказав журналу Rolling Stone, що до злиття призвела юридична дискусія, яка «перетворилася на чергову судову битву і перетворилася на злиття». Судові документи показують, що Данциг і Онлі обговорювали злиття в рамках переговорів про врегулювання ще у 2014 році.
У червні того року Місфіти випустили мініальбом «П'ятниця 13-го» з матеріалами, написаними Онлі з його сином Джеррі Озером на гітарі та Чупакаброю на барабанах. У вересні лайнап Misfits з Данцигом, Онлі та Дойлом разом з барабанщиком Дейвом Ломбардо та гітаристом Ейсі Слейдом виступили на своїх двох шоу-злиттях, виконавши 25-пісенні сети на фестивалях Riot Fest у Чикаго та Денвері.
У інтерв'ю для Rolling Stone після першого шоу-злиття Онлі запитали про майбутнє Misfits і чи є плани продовжувати та можливо записувати нову музику. «Я хочу, щоб це продовжувалось. Я знаю, що Дойл хоче, щоб це продовжувалось. Я знаю, що Глен хоче, щоб це продовжувалось. Ми просто повинні бути достатньо великими людьми, щоб це продовжувалось. І ось де ми зараз. Що б то не коштувало. Ми йдемо до нашого 40-річчя, тому час не мог бути кращим. Зрештою, Дойл повинен написати новий альбом; я повинен написати новий альбом; Глен повинен написати новий альбом. Чому б не працювати разом і не створити найкращий альбом у світі? Тепер у нас різні елементи. У нас є Дойл, який грає більше металевих речей. У нас є Дейв, якого ми намагаємось зрозуміти, що він робить. І у Гленна своя річ. А Ейсі (Слейд, друга гітара) також добре заповнила прогалини. А я привів гурт до того місця, де він зараз. Так що це питання про переливання і використання всіх різних елементів, які у мене є.»
Коли запитали, чи хотів би Данциг записати нову музику, Онлі сказав: «Я думаю, що це повинно розвиватися природним шляхом. Справа в тому, що ми намагалися планувати речі, а потім ми стояли там і чекали, і як тільки це приходить, ми просто робимо це. Коли ми повернемося — я не знаю про Гленна — але я скасував наші тури і все інше для цього, тому я збираюся повернутися додому і писати і підніматися.»
У грудні 2017 року знову об'єднаний склад виступив на двох концертах в MGM Grand Garden Arena в Лас-Вегасі та The Forum в Інглвуді, Каліфорнія. У 2018 році гурт виступав у Prudential Center у Ньюарку, штат Нью-Джерсі, а у 2019 році — у Allstate Arena у передмісті Чикаго. У червневому інтерв'ю 2019 року Данциг зазначив, що період злиття може наближатися до завершення, сказавши, що «ми не будемо робити багато більше». Новини від Данзіга прийшли на хвостах статті від MetalSucks, яка аналізувала юридичні документи, пов'язані з оригінальним плануванням злиття, які виявили інші подробиці, включаючи заяву: «Сторони погоджуються провести не менше десяти реюніон шоу Misfits на честь 40-річчя гурту.»
У серпні 2022 було оголошено, що Original Misfits замінять Megadeth на заході Psycho Las Vegas через діагностику раку горла Дейва Мустейна.

## Стиль
Кожна інкарнація Misfits використовувала теми та образи, натхненні фільмами горору та науково-фантастичними фільмами, з макіяжем, одягом, графікою та текстами пісень, запозиченими з фільмів класу B та телесеріалів, багато з яких датуються 1950-1970-ми роками. Музично гурт часто визнають як попередників субжанрів горор-панк і психобіллі, і вони черпали з панк-року, хеві-металу, рок-н-ролу 1950-х років та рокабіллі, щоб сформувати свій стиль. Rolling Stone описує їх як «архетипний горор-панк гурт кінця 1970-х і початку 80-х», і вони вважаються іконами в панк музиці та культурі. Ранні інкарнації Misfits асоціюються з рухом гардкор-панк початку 1980-х, хоча автор «American Hardcore: A Tribal History» Стівен Блаш зазначає, що «хоча вони були важливими для розвитку гардкору, [вони] насправді були у своїй власній лiзi… Мiсфiти пропонували гiперактивний, але мелодiйний напад на основi року 50/60-х рокiв, беручи основу Баддi Голлi/Джина Вiнсента i роблячи її ядерною.» Джон де Роза з Pitchfork Media описує, як звук гурту вiдрiзнявся вiд панк-року, який вийшов у Нью-Йорку в той час: «Нью-Йоркський панк був просто панком, простим i статичним. Коли Глен створив Мiсфiтс, вiн мутував звук i образ панку в щось темнiше i бiльш зловiсне, гiбрид панку i металу, який пiзнiше знайшов своє процвiтання у тихих, нудних передмiстях Осло i болотних околицях навколо Тампи. Панк належав медiа/знаменитостям Лондона i Нью-Йорка. Рок жахiв був для дiтей у передмiстях, де нiчого не вiдбувається.» Енді Веллер з Necros пригадує перехiд гурту вiд традицiйного панк-року кiнця 1970-х до гардкору на початку 1980-х: «(Ви) могли почути це на записах. Вона перейшла вiд цього типу Ramones до дев'ять мiсяцiв потому, коли вони випустили записи, якi були настiльки швидкими, що це нереально.» До запису Earth A.D./Wolfs Blood гурт грав швидший, бiльш агресивний матерiал. За словами Блаша, "сила Мiсфiтс як гардкор-гурту полягала в не-[гардкор]-атрибутах — мелодiйнi пiснi i бiльше-нiж-життя-аура — але до часу Earth AD Глен писав гiпершвидкi вибухи, якi звучали дуже стандартно.

Нова версія Misfits, створена Jerry Only та Doyle у 1990-х роках, мала стиль, що трохи відрізнявся від старих пісень Misfits. Рецензуючи альбом American Psycho, Stephen Erlewine з AllMusic назвав нову інкарнацію «кітчевим гот-панк-гуртом, який більше спирається на метал, ніж на гардкор», тоді як Rolling Stone зауважив, що новий стиль гурту поєднує в собі «трохи старого доброго панку, трохи металу та періодично трешера». Greg Prato, рецензуючи альбом 2001 року Cuts from the Crypt, зазначив, що «пізніші Misfits набагато більше базуються на хеві-металі, ніж на їхніх ранніх роботах — їх панк-коріння фактично зникло». Misfits також описували як поп-панк.

## Дияволокон
Дияволокон — це зачіска, створена Misfits у кінці 1970-х років. У дияволоконі боки та задня частина волосся короткі, а передня частина довга та зачесана вперед.
У ранньому інтерв'ю 1980-х років Джері Онлі стверджував, що дияволокон був заснований на зачісці «припливної хвилі», яку можна було побачити серед скейтбордистів 1970-х років. У тому ж інтерв'ю колишній вокаліст Misfits Гленн Данциг пояснює, що його версія зачіски розвинулася з імітації зачіски Едді Мюнстера. Подібний до дияволокона стиль існував раніше — наприклад, зачіска «хобот слона» 1950-х років, на обкладинці альбому Surfari «Gum-dipped Slicks» (1964) зображений учасник гурту з чубом, схожим на дияволокон[що?].

## Склад

### Поточні учасники
- Джері Онлі — бас, бек-вокал (1977—1983, 1995–дотепер), вокал (2001—2016)
- Гленн Данциг — вокал (1977—1983, 2016–дотепер), клавішні, гітари, барабани (1977—1983)
- Дойл Вольфганґ фон Франкенштейн — соло-гітара (1980—1983, 1995—2001, 2016–дотепер)
- Ейсі Слейд — ритм-гітара, бек-вокал (2016–дотепер)
- Дейв Ломбардо — барабани (2016–дотепер)

## Дискографія
Студійні альбоми:
- Walk Among Us (1982)
- Earth A.D./Wolfs Blood (1983)
- Static Age (1996) (Originally recorded in 1978)
- American Psycho (1997)
- Famous Monsters (1999)
- Project 1950 (2003)
- The Devil's Rain (2011)

## Вплив
Вплив, який Misfits справили на панк-рок, музику та рок-музику взагалі, часто здається невідповідним увазі з боку критиків.
Багато гуртів, які з'явилися в останні роки більш менш все ще сильно залежать від творчості Misfits. У числі перших можна назвати AFI, NOFX, Strung Out, і Tiger Army, Alkaline Trio, The Horrors, Murderdolls, Marilyn Manson, Роб Зомбі, Avenged Sevenfold, Wednesday 13 та 2 Minutos. У числі гуртів, що дотримуються стилю Misfits, можна згадати Balzac, та Blitzkid, Calabrese, American Werewolves та HSD, гуртів, які пізніше стали класифікуватися як horror punk.
Багато гуртів, що грають у стилях гардкор-панк, панк-рок та альтернативний рок з New Jersey, Такі як My Chemical Romance, Monster Squad та The Banner, призводять гурт як той, який зробив основний вплив на творчість.
Деякі гурти, стиль яких далекий від стилю Misfits, також як основний вплив вказують Misfits, з Metallica це Кліфф Бертон, з Slayer це Джефф Ханнеман, Cradle of Filth та Slipknot. Red Hot Chili Peppers у своєму відео Dani California 2006 року, як одяг та макіяж використовували тему Misfits (поряд з імітацією під Елвіс Преслі, Sex Pistols, Mötley Crüe та Nirvana), віддаючи таким чином данину гурту.
«Misfitsові» плакати та футболки часто трапляються у фільмах та серіалах, таких як Клік: З пультом по життю, Люди в чорному, Детройт — місто року, Джей та Мовчазний Боб завдають удару, Трансформери і в Фредді проти Джейсона, а також в короткометражках Shorties Watchin' Shorties Comedy Central, Bayside School і в CSI. Лідер гурту Green Day Біллі Джо Армстронг носив футболку гурту перед концертом в Мілтон Кейнс 2005 року, що увічнено на DVD live Bullet in a Bible.